# پینگتان
پینگتان (به لاتین: Pingtan County) یک شهرستان در جمهوری خلق چین است که در فوجو واقع شده‌است.

## خصوصیات
پینگتان ۶٬۴۳۵ کیلومترمربع مساحت و ۴۰۰٬۰۰۰ نفر جمعیت دارد و ۴۴ متر بالاتر از سطح دریا واقع شده‌است.